# Juraj Bartusz
Juraj Bartusz (* 23. října 1933 Kamenín) je slovenský sochař, grafik, performer, neo-avantgardní umělec.
V 60. letech 20. století vystavoval s výtvarnou skupinou konkrétistů (vedenou teoretikem umění A. Pohribným). Byl manželem sochařky Márie Bartuszové, později básnířky Jany Bodnárové. Působil jako profesor na Vysoké škole výtvarných umění v Bratislavě (1990–1999), později založil Katedru výtvarných umění a intermedio na Fakultě umění Technické univerzity v Košicích, kde rovněž působil pedagogicky. V roce 1992 byl na Akademii výtvarných umění v Praze jmenován profesorem. V roce 2004 dostal Munkácsyho cenu.

## Studium
1951–1955 Průmyslová škola bytové tvorby, Praha, Československo (prof. V. Šimek)
1955–1958 Vysoká škola uměleckoprůmyslová, Praha, Československo (prof. J. Wagner, J. Kavan)
1958–1961 Akademie výtvarních umění, Praha, Československo (prof. nár. um. K. Pokorný, K. Hladík)

## Dílo

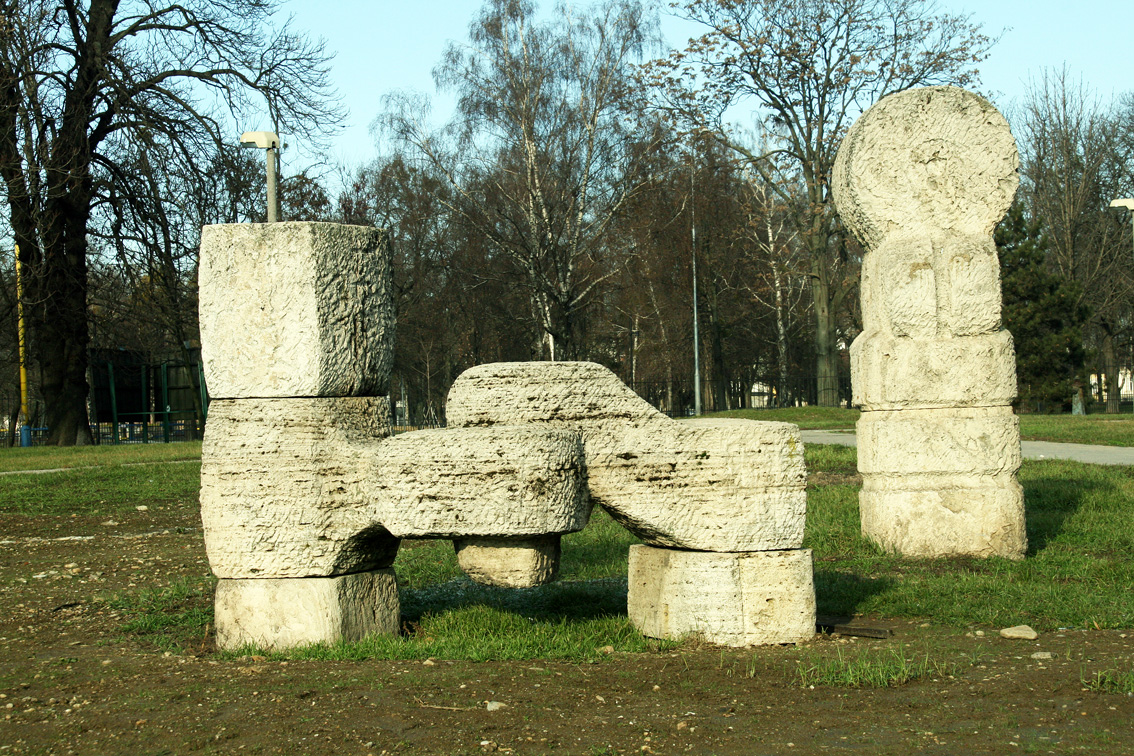
Juraj Bartusz: Travertinová plastika při železniční stanici Košice

Juraj Bartusz v 60. a na počátku 70. let rozvíjel principy abstraktního geometrického umění v prostorových realizacích. Jeho raná tvorba reflektovala principy mezinárodních konstruktivních tendencí, zároveň odpověděla na nové dobové užívání nových sochařských materiálů a jejich možností zpracování. V 60. a 70. letech přilákaly pozornost jeho abstrakce z ohýbaného aluminiového plechu a následně prostorové plastiky inspirované tématem vesmíru a kosmonautiky. V 80. letech se začal věnovat s performativním formám tvorby v podobě házení cihel do tuhnoucí sádry, tvorby autorských technik akční podoby umění a malby, grafiky. Je účastníkem a organizátorem Mezinárodního sochařského sympozia v kovu, uspořádaných Východoslovenskými železárnami v Košicích (1967, 1968), které založil spolu s Františkem Patočkou. Z toho vzešly realizace velkorozměrových, veřejných soch v prostoru: např. Souhvězdí velký vůz, které bylo v roce 1978 úředně odstraněno, Vesmírná brána (nyní osazena u vchodu do Technické univerzity na Letné ulici v Košicích). Spolupracoval s architektem Pavlem Merjavým na realizaci Památníku krompašskej vzpoury (Krompachy, Slovensko). V roce 1966 vytvořil sousoší Brána kosmonautů (sídliště Podhradová, Košice). Je autorem nadrozměrné sochy Pocta Gagarinovi (1976–1979), která se nachází v Košicích v městské části Šaca a autorem bronzové pocty malíři Júliovi Jakobymu (1977–1980), osazené v prostoru Alžbětině ulice v centru Košic.

## Samostatné výstavy, výběr
- 1967 plastiky a kresby, Kavárna Jalta (s Márií Bartuszovou), Košice
- 1973 sochy, Východoslovenská galerie, Košice
- 1974 sochy, Galerie C. Majerníka, Bratislava
- 1988 Galerie umění Nové Zámky
- 1992 retrospektiva, Státní galerie, Banská Bystrica
- 1992 retrospektiva, Galerie J. Jakobyho, Košice
- 1992 retrospektiva, Považská galerie umění, Žilina[7]

## Společné výstavy, výběr
- 1966 Výstava mladých, IX. Kongres AICA, Moravská galerie Brno
- 1967 Třináct ze Slovenska, Špálova galerie, Praha
- 1967 Socha ve městě, Bratislava
- 1967 Socha Piešťanských parků 67, Piešťany
- 1968 Sculpture Tchécoslovaque de Myslbek à nos jours, Musée Rodin, Paříž
- 1969 Klub konkrétistů, Galerie umění, Karlovy Vary
- 1970 Klub konkrétistů, Dům pánů z Kunštátu, Brno
- 1970 Z tvorby východoslovenských výtvarníků 1960–1970, Východoslovenská galerie, Košice
- 1970 Z tvorby východoslovenských výtvarníků 1960–1970, Galerie výtvarného umění, Prešov
- 1970 Polymúzický prostor – Socha, objekt, světlo, hudba, Lázeňský ostrov, Piešťany
- 1992 Šedá cihla 35/92, Galerie u Bílého jednorožce, Klatovy
- 1995 Šedesátá léta, Slovenská národní galerie, Bratislava
- 2010 Juraj Bartusz. gesta / body / sekundy, Slovenská národní galerie, Bratislava

## Sbírky
- Albertina, Vídeň, Rakousko
- Hornické muzeum v Rožňavě
- Galerie města Bratislavy
- Stredoslovenská galerie, Banská Bystrica
- Východoslovenská galerie, Košice
- Galerie umění Karlovy Vary
- Galerie Miloše Alexandra Bazovského v Trenčíně
- L. Kassák Museum, Galerie umění v Nových Zámcích
- Muzeum krásných umění, Budapešť
- Muzeum umění Olomouc
- Nitranská galerie
- Národní galerie v Praze
- Považská galerie umění
- Městská galerie umění Pécs
- Sbírka První slovenské investiční skupiny
- Slovenská národní galerie, Bratislava
- Slovenské národní muzeum, Bratislava
- Villa Merkel, Galerie města Esslingenu nad Neckarem
- Východoslovenské muzeum, Košice, Slovensko
- Šarišská galerie v Prešově